# Венсан, Ив
Ив Венсан (фр. Yves Vincent, полное имя — Ив Фред Венсан (фр. Yves Fred Vincent); 5 августа 1921, Тон, Верхняя Савойя, Франция — 6 января 2016, Монташ-Вильгарден, Бургундия, Франция) — французский актёр театра и кино, писатель.

## Биография
Большую часть юности провёл в Алжире, где его мать преподавала французский язык и географию. Как актёр дебютировал в труппе Comédie de Radio-Algérie. Во второй половине 1940-х годов Ив Венсан увлекался верховой ездой, водным полом, театром и кино.
В театре играл, в частности, в постановках: «Трамвай „Желание“» Теннесси Уильямса вместе с Арлетти, Морисом Реджами и Луи де Фюнесом, «Констанс» Сомерсета Моэма с Эдвиж Фейер, а также в пьесах таких авторов, как Жан-Поль Сартр, Жан Кокто, Марк-Жильбер Совайон и Марсель Ашар.
Дебютировал в кино в 1944 году в Каире, вместе со своей матерью в фильме «Месье Арно», что стало началом его длительной кинематографической карьеры. Среди заметных киноработ Венсана в 1950-х годах — роли в фильмах «Капитан Ардан» (1951, реж. Андре Звобода) и «Бабетта идет на войну» (1959, Кристиана-Жака) с Брижит Бардо.
Запомнился также участием в фильмах из серии о жандарме из Сен-Тропе с Луи де Фюнесом в главной роли — «Жандарм женится» (1968) и «Жандарм на отдыхе» (1970), где он воплотил образ полковника жандармерии. Вместе с Луи де Фюнесом Венсан был задействован также в фильме Эдуара Молинаро «Замороженный» (1969).
Кроме кино много снимался для телевидения, играя роли в телефильмах и сериалах: «За последние пять минут» (1958—1992), «Расследование комиссара Мегрэ» (1967—1990), «Господа присяжные заседатели» (1974—1986) и других. В 1988—1991 актер воплотил образ судьи Гаронна в известном французском телесериале «Трибунал», после чего завершил актёрскую карьеру.
В октябре 2013 года опубликовал свои мемуары под названием «Вы хотите улыбнуться со мной?» (фр. Voulez-vous en sourire avec moi?), где, среди прочего, рассказал о своих отношениях с Ингрид Бергман, Эдвиж Фейер и Брижит Бардо. В 2015 году опубликовал роман «Волны души» (англ. Des Vagues à l'Âme.
Был дважды женат: первый раз — на Жаклин Юэ, одной из первых дикторов французского телевидения; второй — на французской актрисе Нелли Боржома, подруге легендарной актрисы Ингрид Бергман. Имеет троих детей.

## Фильмография
Всего за время актёрской карьеры Ив Венсан сыграл роли в 70 кино-, телефильмах и сериалах.
- 1946 — Ярмарка химер / La foire aux chimères — Роберт
- 1947 — Таверна «Рыба в короне» La taverne du poisson couronné Пьер Астор
- 1947 — Акулы Гибралтара Les requins de Gibraltar Андре Дюваль
- 1948 — Рыцарь мертвого креста / Le cavalier de Croix-Mor Симон де Шабр
- 1949 — Танцовщица из Марракеша / La danseuse de Marrakech Жан Порталь
- 1949 — Бал Купидона Bal Cupidon Морецци
- 1949 — Голая / La femme nue — Пьер Бернье
- 1950 — Ворота востока / Porte d’orient — Вакур
- 1951 — Капитан Ардан / Capitaine Ardant — капитан Пьер Ардан
- 1951 — Ноктюрн шума Tapage nocturne Фрэнк Варескот
- 1952 Открытый против Х Ouvert contre X инспектор Ришар
- 1952 — Приключения в Марокко Grand gala Пьер Бовуа
- 1953 — Спартак / Spartaco — Окмонас, лейтенант Спартака
- 1953 — Мадам Бовари / Madame Bovary — Родоль Буланже
- 1954 На вашей совести En votre âme et conscience президент
- 1956 Сочувствие к вампирам Pitié pour les vamps Андре Ларшер
- 1957 Агент ОСС 117 не мертв OSS 117 n’est pas mort Борис Обарян
- 1957—1966 Камера исследует время La caméra explore le temps генерал де ла Гори
- 1958—1996 За последние пять минут Les cinq dernières minutes доктор Маркелл
- 1958 Криминальная полиция Police judiciaire инспектор Живерни
- 1959 — Бабетта идёт на войну / Babette s’en va-t-en guerre капитан Дарси
- 1960 Высокая плата La dragée haute где Маршелье
- 1961 — Новые аристократы Les nouveaux aristocrates доктор Пьер Руссо-Прулли
- 1962 — Расследование инспектора Леклерка L’inspecteur Leclerc enquête Жирар
- 1963 — Мюриэль, или Время возвращения / Muriel ou Le temps d’un retour фр. L’homme du couple d’acheteurs
- 1964 Франсуаза, или супружеская жизнь Françoise ou La vie conjugale Гранжуан
- 1964 Жан Марк, или супружеская жизнь Jean-Marc ou La vie conjugale Гранжуан
- 1967—1990 Расследование комиссара Мегрэ Les enquêtes du commissaire Maigret нотариус Рауль Мотт
- 1967 Дольше живешь … позже умрешь Troppo per vivere … poco per morire Фелтон
- 1968 — Жандарм женится / Le gendarme se marie — полковник
- 1969 — Замороженный / Hibernatus — Эдуард Крепен-Жожар
- 1970 Клод и Грета / Claude et Greta — Матиас Дека
- 1970 — Жандарм на отдыхе Le gendarme en balade полковник жандармерии
- 1971 Мадам, Вы свободны? Madame êtes-vous libre? босс
- 1971 Я — нимфоманка Je suis une nymphomane священник
- 1971 Вальпараисо, Вальпараисо Valparaiso, Valparaiso хозяин
- 1974—1986 — Господа присяжные заседатели Messieurs les jurés генеральный адвокат
- 1974 Невозможно французский шаг Impossible … pas français Надар
- 1978 Людовик XI или рождения короля Louis XI ou La naissance d’un roi Филипп Бургундский
- 1981 Девушки Гренобля (1981) Les filles de Grenoble консультант
- 1983 — Вечеринка сюрпризов Surprise Party месье Базен
- 1986 — Винсент Vincente
- 1985 — Мальчики Франции Un garçon de France Самир
- 1987 — Румба La rumba дель Монте, итальянский посол
- 1988 — Дом убийств La maison assassinée судья
- 1989—1994 — Трибунал Tribunal судья Гаронна